# Joint European Torus

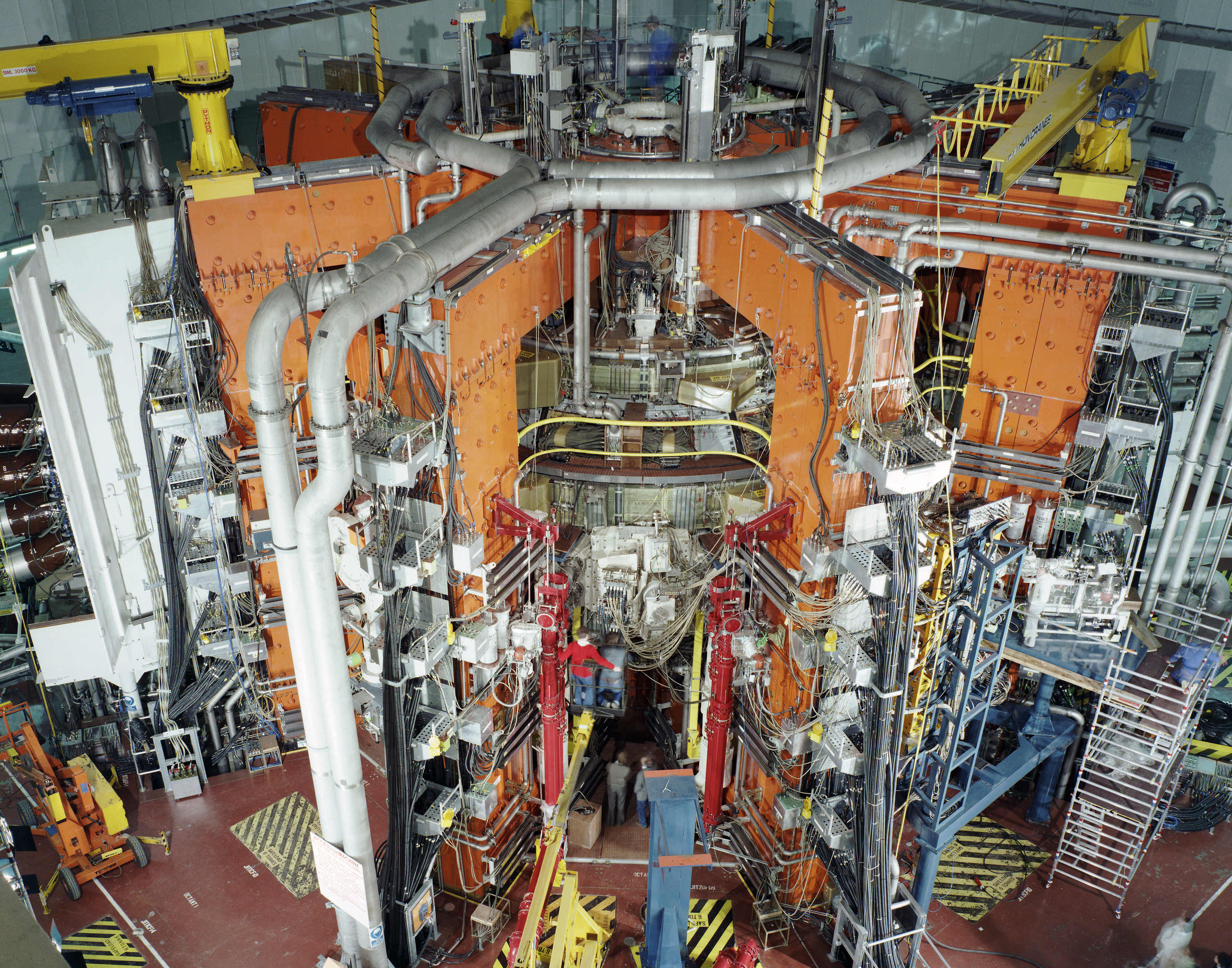
Foto dell'esterno del Joint European Torus

JET, che significa Joint European Torus, è il più grande reattore a fusione nucleare sperimentale finora costruito.

## Storia

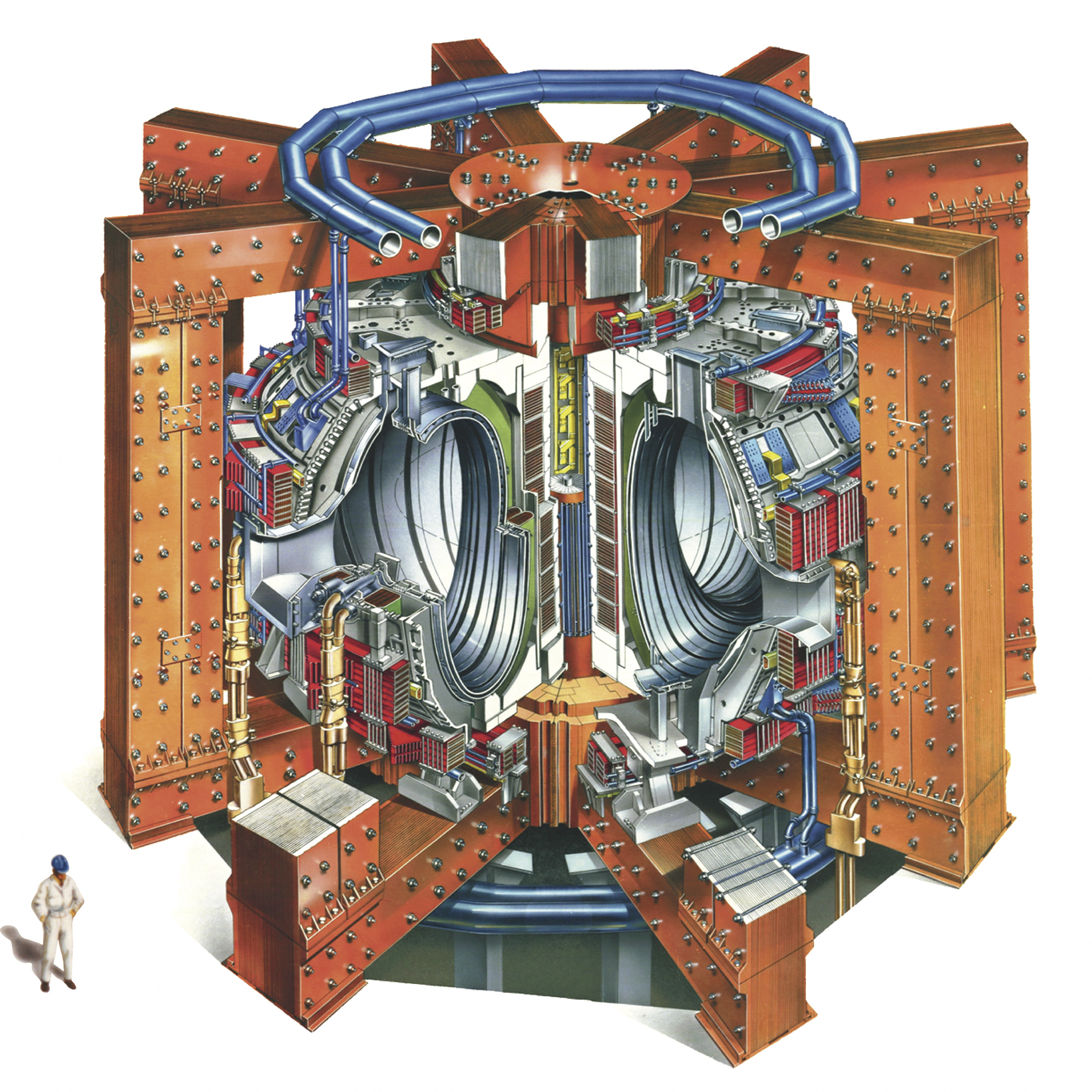
Progetto del 1980 del JET

Nel 1971, gli stati membri della European Atomic Energy Community (Euratom) avviarono un robusto programma di ricerca sulla fusione nucleare. Nel 1975, la prima proposta di sviluppo della macchina JET fu completata mentre la progettazione dettagliata del dispositivo occupò i successivi tre anni. Inizialmente si pensò a una installazione in Italia. 
Alla fine del 1977, dopo un lungo dibattito, si scelse di realizzare il reattore presso  il vecchio aeroporto della Royal Navy vicino a Culham, nell'Oxfordshire, nel Regno Unito. Il 1 Aprile 1978 fu approvato il finanziamento dell'entità legale  "JET Joint Undertaking" e lo stesso anno iniziò la costruzione del reattore, con la speranza di raggiungere il fattore di guadagno energetico da fusione Q =1.0,  i primi esperimenti cominciarono nel 1983.
La decade successiva fu dedicata ad aumentare le performance in una lunga serie di esperimenti e upgrade. Nel 1991 JET fu il primo reattore a produrre quantità significative di energia con un plasma composto da una miscela di parti  uguali di deuterio-trizio considerato il combustibile di eccellenza per la fusione nucleare. Tra il 1991 e il 1993 fu installato un divertore portando ad un notevole miglioramento delle performance che nel 1997 permise al JET di venire usato per condurre un'importante campagna di reazioni di fusione deuterio-trizio, i cui risultati nella modalità a alto confinamento (H-mode) a 5 MW sono stati successivamente usati come base sperimentale per la progettazione del reattore di fusione ITER. 
Nel corso di questa campagna JET ottenne il massimo fattore di guadagno della fusione (parametro Q) conseguito fino al 2021 da un dispositivo per la fusione nucleare, con un Q = 0.67 e producendo 16 MW di energia dalla fusione iniettando 24 MW di energia termica per riscaldare il combustibile. Sempre nel 1997 è stato raggiunto l'allora record per quantità di energia prodotta in 4 secondi  di 21,7 MJ seppur con un fattore di guadagno di solo Q=0.33.
Grazie a questi esperimenti si è constatato che la parete in carbonio, pur garantendo eccellenti performance in termini di isolamento del plasma ad altissima temperatura, assorbiva troppo materiale di reazione, dando così inizio allo studio per la sostituzione della parete in carbonio con una in berillio-tungsteno prevista per il progetto ITER. A partire dagli anni 2000 JET è stato utilizzato sempre più spesso come precursore del più grande e moderno reattore sperimentale a fusione ITER, con lo scopo di caratterizzare il comportamento del plasma alle alte energie che saranno utilizzate nel nuovo reattore. Nel 2003 sono stati condotti ulteriori esperimenti di reazione deuterio-trizio in cui il trizio era presente in tracce.
È quindi seguita una fase di modifica strutturale del tokamak in cui sono state incorporate alcune delle caratteristiche operative di ITER come la configurazione dei campi magnetici e la prima parete in berillio-tungsteno proposta nel 1997 e realizzata in tempo per la campagna sperimentale del 2011. La nuova parete ha risolto il problema dell'assorbimento del materiale di reazione ma ha comportato una notevolissima diminuzione della potenza della reazione, con pressioni e temperature troppo basse per consentire reazioni di fusione ad elevata potenza. È stata necessaria più di una decade per analizzare e trovare una soluzione al problema, motivo per cui il reattore non fu in grado di raggiungere e superare prima del 2021 le potenze che caratterizzarono l'esperimento del 1997.
Esperimenti condotti nel 2015-2016 con un plasma di idrogeno e deuterio hanno mostrato che, se fosse stato usato autentico combustibile per la fusione nucleare (ossia deuterio e trizio), JET avrebbe potuto produrre 8 MW di energia dalle reazioni di fusione. Alla fine del 2018 JET è in fase di potenziamento in previsione di una campagna di esperimenti deuterio-trizio da condursi nel 2020 e destinati a produrre 16 MW di potenza da fusione nucleare per una decina di secondi, utili per i futuri esperimenti con ITER.
Nel corso della campagna di esperimenti del 2020 è stato anche testato un nuovo modo di operazione con plasma formato da solo trizio e un metodo di riduzione delle instabilità del plasma tramite iniezione nel tokamak di proiettili congelati di deuterio, neon o argon. Il 21 dicembre 2021, usando un combustibile deuterio-trizio il JET ha prodotto 59 MJ durante un impulso durato 5 secondi, permettendo di battere  il precedente record, stabilito sempre da JET nel 1997 di 21,7 MJ e, cosa più importante, validando il modello predittivo utilizzato. In questo esperimento, al fine di favorire la stabilità e quindi la durata dell'impulso,  non è stata raggiunta la stessa potenza di picco né, con un Q=0.33, lo stesso fattore di guadagno ottenuti con la campagna di esperimenti avvenuta nel 1997.
La fine della campagna del 2020 dovrebbe coincidere con la dismissione del reattore JET, la cui chiusura è prevista intorno al 2024. Il 3 ottobre 2023 si sono ottenuti 69 megajoule di energia con 0,2 milligrammi di combustibile nell'arco di 5 secondi, superando il precedente record mondiale di 59 Mj del 2022.

## Caratteristiche

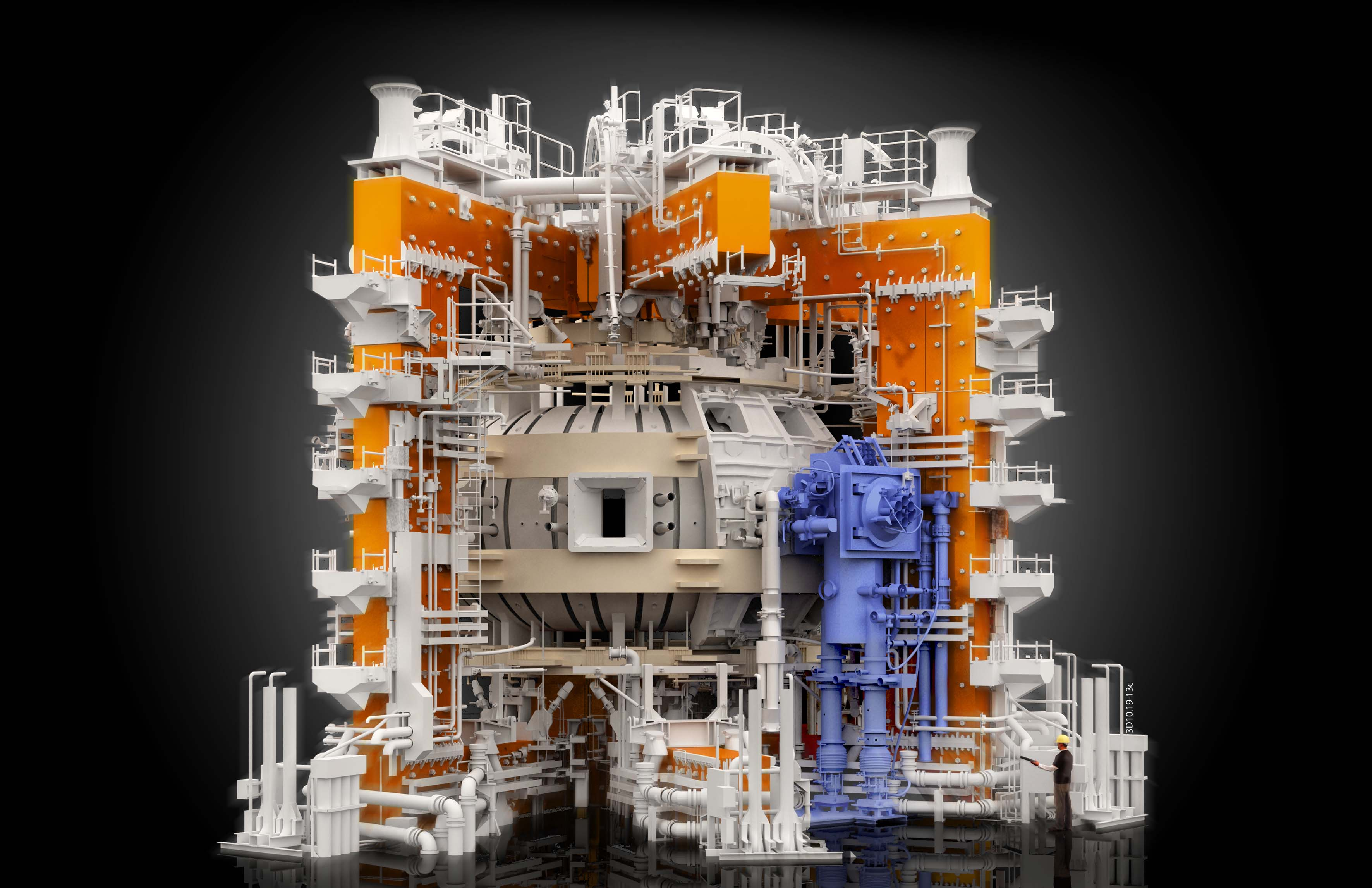
CAD di JET

Il reattore è di tipo tokamak con sezione a D avente un raggio maggiore di 2,96 m, un raggio minore di 1,25 m ed un campo magnetico di confinamento di 3,45 T.
Il plasma all'interno, con un volume di 100 m³  viene riscaldato tramite risonanza e tramite iniezione di atomi neutri a alta velocità. JET non è in grado di sostenere le reazioni di fusione nucleare per tempi lunghi, principalmente a causa della mancanza di magneti superconduttori e di un impianto di raffreddamento criogenico che possa garantire la superconduttività degli avvolgimenti.
Nonostante queste limitazioni JET è in grado di condurre esperimenti con plasma ad alta energia e ottenere reazioni di fusione nucleare per brevi periodi di tempo. Grazie alla sua configurazione e ai materiali usati, specie dopo gli ultimi aggiornamenti della macchina, JET è uno dei reattori più simili ad ITER ed è quindi sfruttato per simularne e validarne tecniche, condizioni e tecnologie da impiegare.

## Cronologia
(Fonte)
- 1973 - Inizia il progetto
- 1977 - Il sito di Culham viene selezionato e inizia la costruzione
- 25 giugno 1983 - Primo plasma raggiunto al JET
- 9 aprile 1984 - JET viene inaugurato dalla Regina Elisabetta II
- 9 novembre 1991 - La prima fusione controllata al mondo*
- 1993 - JET viene convertito ad una configurazione con Divertore in tungsteno
- 1997 - JET produce 16 MW di potenza di fusione a fronte di 24 MW di potenza assorbita per riscaldare il plasma (record mondiale per il fattore di guadagno Q)
- 2000 - L'uso collettivo del JET e del suo programma scientifico passa in gestione attraverso l'EFDA (European Fusion Development Agreement)
- 2006 - JET inizia operazioni con configurazioni magnetiche simili al progetto ITER
- 2009-2011 Installazione dell' 'ITER-Like Wall' una prima parete in berillio e tungsteno, analoga a quella che sarà utilizzata nel reattore ITER